# Женская сборная Чили по волейболу
Женская национальная сборная Чили по волейболу (исп. Selección femenina de voleibol de Chile) — представляет Чили на международных волейбольных соревнованиях. Управляющей организацией выступает Федерация волейбола Чили (исп. Federación de Vóleibol de Chile — FEVOCHI).

## История
Волейбол появился в Чили в 1919 году. Первым пропагандистом новой игры стал профессор учебных заведений системы Ассоциации молодых христиан (YMCA) Бенедикт Коциан, прибывший в страну из Чехословакии. В 1942 была образована Ассоциация волейбола Чили, президентом которой стал Коциан. В 1959 ассоциация (ныне — федерация) вступила в Международную федерацию волейбола (ФИВБ).
На международной арене женская волейбольная сборная Чили дебютировала в апреле 1961 года на проходившем в Перу чемпионате Южной Америки. В первом своём матче на турнире чилийские волейболистки уступили команде Бразилии 0:3. Последующие 5 матчей чилийки также проиграли и заняли последнее место. Также неудачно сборная Чили выступила и в двух следующих чемпионатах континента, в которых принимала участие — в 1962 и 1967 годах. Лишь в 1971 была одержана первая победа — над сборной Колумбии. Всего же чилийская национальная команда выступала в 23-х первенствах Южной Америки, но ни разу не смогла войти в число призёров.
В 1982 году сборная Чили была включена в число участников проходившего в Перу чемпионата мира вместо отказавшейся от прибытия на турнир команды Чехословакии. Выступление с листа чилийским волейболисткам не удалось — 6 поражений в 6 матчах на двух групповых стадиях, а затем победа в плей-офф за 21-23-е места над Нигерией 3:1 и поражение на этом же этапе от Индонезии 2:3 принесло сборной Чили лишь 22-е место среди 23-х участников. Больше на чемпионаты мира национальной команде Чили отобраться не удавалось.
В 2014 году произошло знаменательное событие в истории женской волейбольной сборной Чили. Впервые за 53 года своего существования она смогла выиграть медали на официальном турнире. Произошло это в Сантьяго на волейбольном турнире Южноамериканских игр. Уступив первенство лишь сборной Аргентины, чилийские волейболистки стали серебряными призёрами турнира.
В январе 2017 новым главным тренером сборной Чили назначен аргентинец Эдуардо Гильяуме, прежде возглавлявший женскую сборную Колумбии. Под его руководством чилийские волейболистки приняли участие в розыгрыше Панамериканского Кубка и чемпионате Южной Америки, но в обоих турнирах заняли последние места.

## Результаты выступлений и составы

### Олимпийские игры
| - 1964 — не участвовала - 1968 — не участвовала - 1972 — не участвовала - 1976 — не квалифицировалась - 1980 — не квалифицировалась - 1984 — не квалифицировалась - 1988 — не квалифицировалась - 1992 — не квалифицировалась | - 1996 — не квалифицировалась - 2000 — не участвовала - 2004 — не участвовала - 2008 — не участвовала - 2012 — не квалифицировалась - 2016 — не квалифицировалась - 2020 — не участвовала - 2024 — не участвовала |

- 2012 (квалификация): Морин Карраско, Мариана Салинас, Амалия Карвахаль, Лаура Сотомайор, Каталина Мело, Камила Торрес, Валентина Гусман, Николь Ворпаль, Магдалена Бобадилья, Жозефа Шулер, Лусия Лозано, Исидора Стейнмец. Тренер — Уго Хауреги.
- 2016 (квалификация): Морин Карраско, Магдалена Рамирес, Амалия Карвахаль, Габриэла Урретавискайя, Росарио Мартинес, Каталина Пулгар, Каталина Мело, Камила Торрес, Антония Ачондо, Кристина Ворпаль, Ромина Эскобар, Хавьера Контрерас, Исидора Стейнмец, Валентина Гусман. Тренер — Уго Хауреги.

### Чемпионаты мира
| - 1952 — не участвовала - 1956 — не участвовала - 1960 — не участвовала - 1962 — не участвовала - 1967 — не участвовала - 1970 — не участвовала - 1974 — не участвовала - 1978 — не квалифицировалась - 1982 — 22-е место - 1986 — не участвовала | - 1990 — не участвовала - 1994 — не квалифицировалась - 1998 — не участвовала - 2002 — не участвовала - 2006 — не участвовала - 2010 — не квалифицировалась - 2014 — не квалифицировалась - 2018 — не квалифицировалась - 2022 — не квалифицировалась - 2025 — не квалифицировалась |

- 2010 (квалификация): Аура Паласиос, Фернанда Сепульведа, Карла Рус, Лорето Барраса, Флоренсия Гарридо, Мария дель Пилар Мардонес, Макарена Картес, Мануэла Матас, Кристина Ворпаль, Айкса Ромеро, Каролина Суарес, Алехандра Корнехо. Тренер — Уго Хауреги.

### Кубок мира
Сборная Чили приняла участие в южноамериканском квалификационном турнире Кубка мира 2015.
- 2015 — не квалифицировалась

### Кубок претендентов ФИВБ
- 2018 — не квалифицировалась
- 2019 — не участвовала

### Чемпионаты Южной Америки
| - 1951 — не участвовала - 1956 — не участвовала - 1958 — не участвовала - 1961 — 4-е место - 1962 — 4-е место - 1964 — не участвовала - 1967 — 5-е место - 1969 — не участвовала - 1971 — 5-е место - 1973 — 4-е место - 1975 — 6-е место - 1977 — 4-е место - 1979 — 4-е место - 1981 — 5-е место - 1983 — не участвовала - 1985 — не участвовала - 1987 — 7-е место - 1989 — не участвовала | - 1991 — не квалифицировалась - 1993 — не квалифицировалась - 1995 — не квалифицировалась - 1997 — не квалифицировалась - 1999 — не квалифицировалась - 2001 — не квалифицировалась - 2003 — не квалифицировалась - 2005 — 7-е место - 2007 — 7-е место - 2009 — 7-е место - 2011 — 6-е место - 2013 — 6-е место - 2015 — 6-е место - 2017 — 6-е место - 2019 — не участвовала - 2021 — 5-е место - 2023 — 5-е место |

- 2013: Кристина Ворпаль, Николь Ворпаль, Каталина Мело, Жозефа Шулер, Исидора Стейнмец, Лаура Сотомайор, Лусия Лозано, Хавьера Контрерас, Элина Родригес, … Тренер — Уго Хауреги.
- 2015: Морин Карраско, Мариана Салинас, Амалия Карвахаль, Габриэла Урретавискайя, Лаура Сотомайор, Каталина Мело, Камила Торрес, Макарена Рекс, Ромина Эскобар, Хавьера Контрерас, Лусия Лозано, Исидора Стейнмец, Валентина Гусман. Тренер — Уго Хауреги.
- 2017: Каталина Рейес Годой, Амалия Карвахаль, Беатрис Новоа Валенсия, Карен Моралес Вильялобос, Ребекка Новоа, Майке Бертес Декарт, Каталина Гальярдо, Наталия Малагеньо Моралес, Камила Гомес Хейн, Каталина Нуньес Таладрис, Исидора Стейнмец, София Олссон Лопес, Даниэла Кастро Виганего, Макарена Фуэнтес. Тренер — Эдуардо Гильяуме.
- 2021: Камила Доносо Паредес, Беатрис Новоа Валенсия, Паула Салинас Лимако, София Олссон Лопес, Габриэла Бадилья Моралес, Эникки Канедо Рус, Камила Мендоса Фустер, Камила Гомес Хейн, Каталина Нуньес Таладрис, Петра Шварцман Хехенлайтнер, Камила Чиринос, Исидора Кастильо. Тренер — Эдуардо Гильяуме.

### Панамериканские игры
- 2023 — 5-е место

### Панамериканский Кубок
Сборная Чили приняла участие в 4 розыгрышах.
- 2011 — 12-е место
- 2017 — 12-е место
- 2023 — 9-е место
- 2024 — 8-е место

- 2017: Барбара Родригес Энхель, Каталина Рейес Годой, Амалия Карвахаль, Беатрис Новоа Валенсия, Лаура Сотомайор Гирингелли, Каталина Мело Наварро, Николь Ворпаль, Микаэлла Брендель Кауфман, Наталия Малагеньо Моралес, Камила Гомес Хейн, Жозефа Шюлер, Исидора Стейнмец. Тренер — Эдуардо Гильяуме.

### Южноамериканские игры
- 1978 — не участвовала
- 1982 — ?
- 2010 — 7-е место
- 2014 —  2-е место
- 2018 — не участвовала
- 2022 —  3-е место

- 2014: Морин Карраско, Мариана Салинас, Амалия Карвахаль, Карла Рус, Лаура Сотомайор, Каталина Пулгар, Каталина Мело, Кристина Ворпаль, Хавьера Контрерас, Лусия Лосано, Исидора Стейнмец, Макарена Рекс. Тренер — Уго Хауреги.

## Состав
Сборная Чили в розыгрыше Панамериканского Кубка 2024.
| №  | Имя, фамилия                 | Год рождения | Рост | Амплуа      | Клуб                       |
| -- | ---------------------------- | ------------ | ---- | ----------- | -------------------------- |
| 2  | Флоренсия Джильо Батальер    | 2004         | 176  | нападающая  | «Аро Риоха» Аро            |
| 3  | Камила Доносо Паредес        | 2003         | 164  | либеро      | «Мурано» Сантьяго          |
| 4  | Беатрис Новоа Валенсия       | 2001         | 176  | нападающая  | «Пэ д’Э Венель»            |
| 7  | Доминга Айлвин Дебарка       | 2005         | 184  | нападающая  | «Сеара» Форталеза          |
| 8  | Даниэла Маурейра Контрерас   | 2004         | 167  | нападающая  | «Коло-Коло» Сантьяго       |
| 10 | Камила Мендоса Фустер        | 1998         | 183  | центральная | «Бостон Колледж» Сантьяго  |
| 11 | Лаура Систернас Ведия        | 1995         | 181  | центральная | «Коло-Коло» Сантьяго       |
| 12 | Исабелла Вальебуона Морено   | 2002         | 182  | связующая   | «Тупак Амару» Лима         |
| 13 | Эсперанса Басуальто Карранко | 2004         | 181  | центральная | «Ла-Пинтана» Сантьяго      |
| 15 | Петра Шварцман Хехенлайтнер  | 2005         | 183  | нападающая  | «Сеара» Форталеза          |
| 18 | Мария Нильсен Пальма         | 2005         | 181  | центральная | «Бостон Колледж» Сантьяго  |
| 19 | Росио Нумайр Руэда           | 2006         | 176  | нападающая  | «Бостон Колледж» Сантьяго  |
| 24 | Валентина Гонсалес Перес     | 1997         | 170  | связующая   | «Стадио Итальяно» Сантьяго |
| 44 | Карла Рус                    | 1991         | 160  | либеро      | «Ла-Пинтана» Сантьяго      |

- Главный тренер —  Эдуардо Гильяуме.
- Тренеры — Маурисио Монтеро Сепульведа, Алехандро Марин Ормасабаль.